# Agenor Romuald Gołuchowski
 (avril 2023).
Agenor Romuald Gołuchowski, comte de Gołuchowo, né le 8 février 1812 à Skała Podolska et mort le 3 août 1875 à Lemberg, était un ministre autrichien et gouverneur de Galicie. Son fils ayant porté le même nom, il est également appelé Agenor Gołuchowski l'Ancien.

## Biographie
Agenor Gołuchowski fut éduqué en Galicie et y commença sa carrière administrative en tant que conseiller consultatif du gouverneur. De 1849 à 1859, il fut gouverneur de Galicie et y mena plusieurs réformes, réorganisant le pouvoir judiciaire, fondant des écoles et des institutions agricoles et humanitaires et construisant des routes. Il promut également les objectifs de l'Institut Joseph Maximilian Ossolinsky à Lemberg.

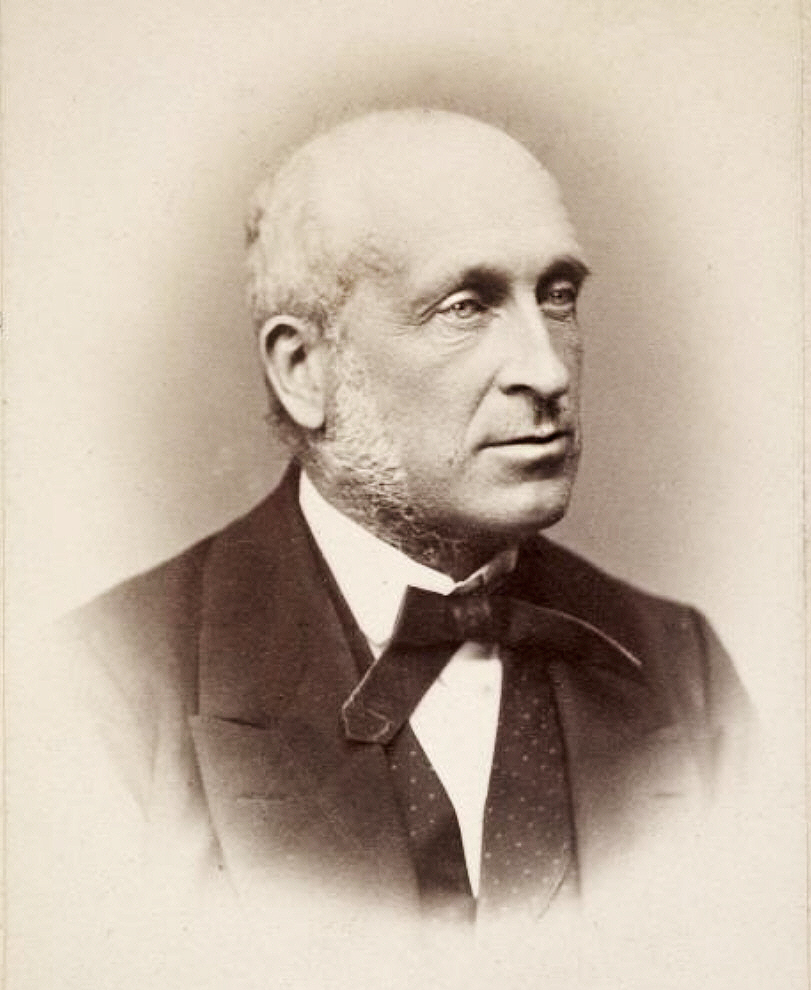
Agenor Romuald Gołuchowski.

Après la démission d'Alexander von Bach le 22 août 1859, il fut nommé ministre de l'Intérieur le et participa à la réorganisation de la monarchie dans un sens fédéraliste, mouvement qui aboutit à l'adoption du diplôme d'octobre de 1860. En décembre 1860, Anton von Schmerling lui succéda. La constitution centralisée du 26 février 1861 était si opposé à ses convictions politiques que, bien qu'il ait été nommé membre héréditaire de la Chambre des Seigneurs nouvellement formée, il se retira complètement de la politique jusqu'à ce qu'il devienne à nouveau gouverneur de Galicie en septembre 1866 sous l'influence de Richard Belcredi et Friedrich Ferdinand von Beust.
Démis de ses fonctions de maire en 1867, il devint gouverneur de sa province natale pour la troisième fois sous Karl Sigmund von Hohenwart en 1871. Il est alors membre du parti aristocratique polonais et souhaite renforcer la position polonaise en Galice. Son action est mal vue par une partie de la population, en particulier les Ruthènes et les germanophones, qui la perçoivent comme une polonisation.

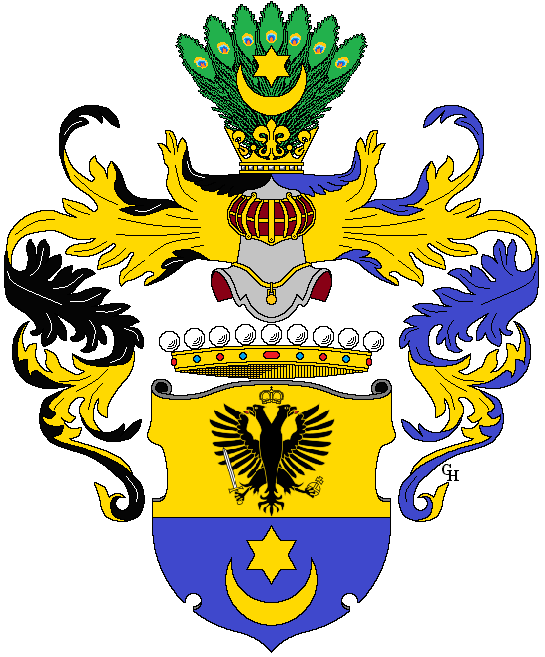
Armoiries des comtes de Gołuchowo.

## Bibliographie

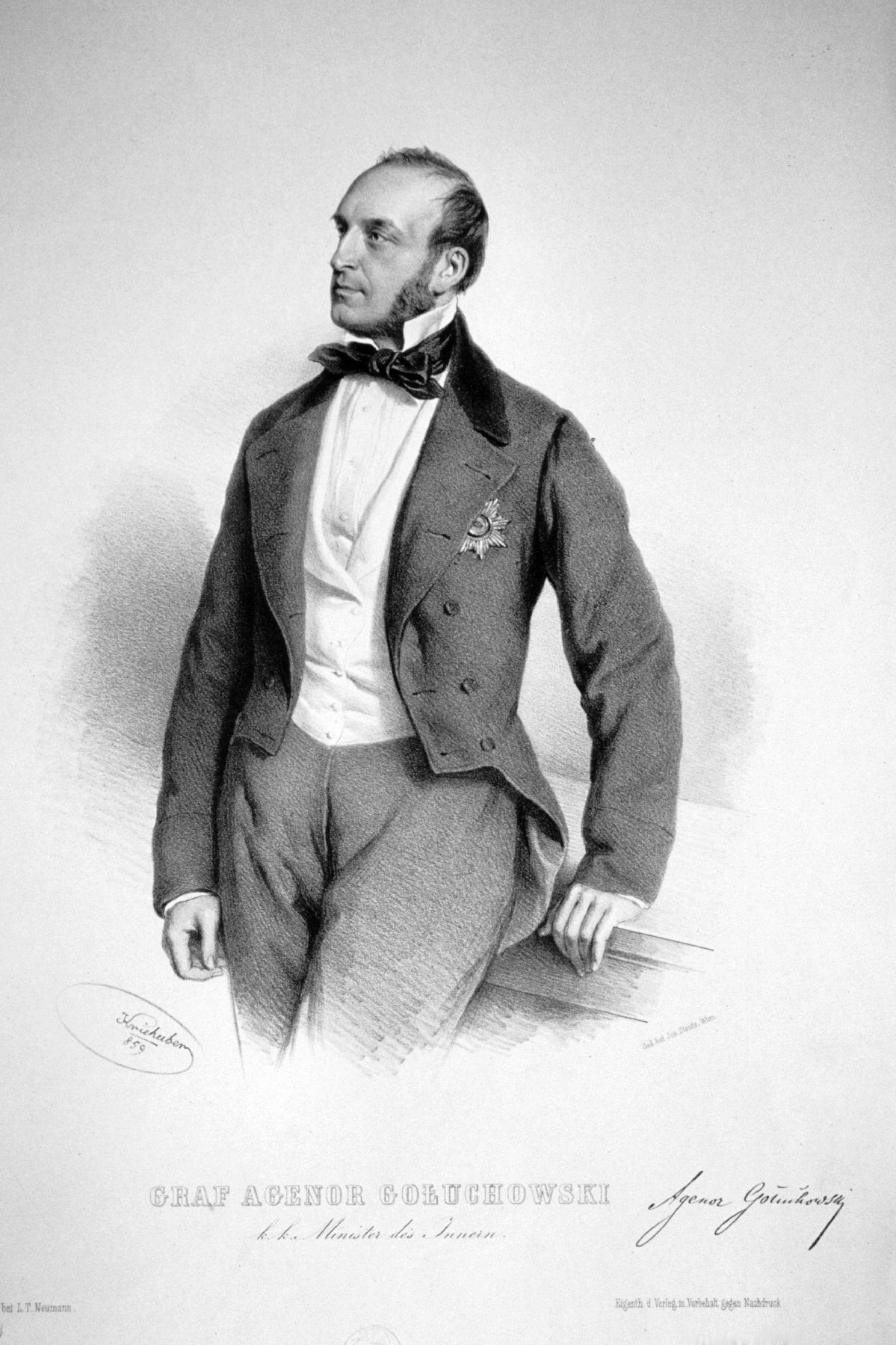
Agenor Romuald Gołuchowski, lithographie de Josef Kriehuber, 1859.